# 布密卡·曹拉
布密卡·曹拉，昵稱古迪婭（Guddiya），印度演員。

## 早年
1978年8月21日出生于新德里。

## 電影事業
早年從新德里移居孟買從事電影事業，2000年參演泰廬古語電影《Yuvakudu》，次年參演印地語電影《Khushi》 獲得成功和好評。此後多接拍泰廬古語與泰米爾語電影。
自從2003年，布密卡終於出演印地語的寶萊塢電影《Tere Naam》 她獲得與名演員沙萊曼·罕（薩爾曼·汗）合作機會並獲得成功，同年被提名為印度電影觀眾獎--最佳新人。並贏得第一個獎項Zee Cine Awards。

## 外部連結
- 布密卡·曹拉在互联网电影资料库（IMDb）上的資料（英文）